# Rubertus Jacob Clevering
Rubertus Jacob (Ru) Clevering (Den Andel, 1 augustus 1914 – Eenrum, 16 januari 2013) was een Nederlands landbouwer, politicus, bestuurder en voorvechter van landschap en monumenten.

## Leven en werk
Clevering was aanvankelijk als landbouwer werkzaam op de boerderij Huninga ten noorden van Eenrum. Deze boerderij kwam uit de familie van zijn moeder en was reeds sinds 1652 in het bezit van zijn voorouders. Clevering was voorzitter van de waterschappen Hunsingo (1955-1979), (thans Noorderzijlvest), Electra (1968-1979) en Ommelanderzeedijk (1968-1979). In zijn hoedanigheid van voorzitter van het waterschap Hunsingo was hij betrokken bij de oprichting van de Molenstichting Hunsingo en Omstreken, waarvan hij langere tijd voorzitter was. Daarnaast was Clevering lid van het bestuur van Het Groninger Landschap, voorzitter van de Groninger Waterschapsbond en lid van het bestuur van Vereniging De Hollandsche Molen. 
Hij was ook medeoprichter van de VVD en namens die partij raadslid en wethouder van de gemeente Eenrum en lid van de Provinciale Staten van Groningen (1950-1974). Ook was hij landelijk actief voor de waterschapsaangelegenheden.
Clevering was getrouwd met Tine Meijer, naar wie de Tine Clevering-Meijerprijs vernoemd is.
In 2007 besloot het waterschap Noorderzijlvest de Lauwerssluizen bij Lauwersoog naar Clevering te vernoemen, de R.J. Cleveringsluizen.

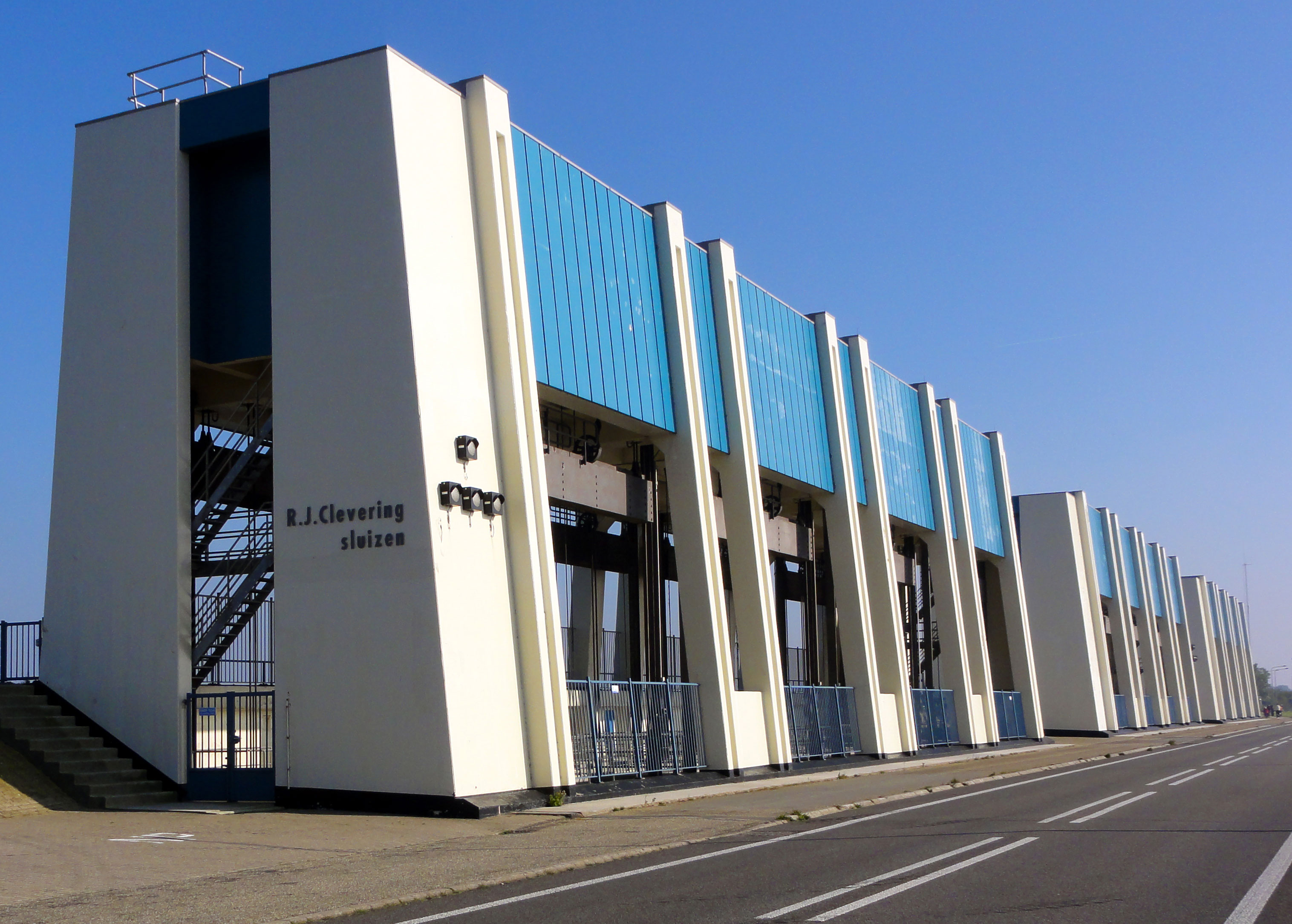
De naar Clevering genoemde sluizen in Lauwersoog

- Virtual International Authority File: 8428149296173980670008